# Porangaba (kommunhuvudort)
Porangaba är en kommunhuvudort i Brasilien.   Den ligger i kommunen Porangaba och delstaten São Paulo, i den sydöstra delen av landet, 800 km söder om huvudstaden Brasília. Porangaba ligger 544 meter över havet och antalet invånare är 8 333.
Terrängen runt Porangaba är platt. Närmaste större samhälle är Pereiras, 18,8 km nordost om Porangaba.
Omgivningarna runt Porangaba är huvudsakligen savann. Runt Porangaba är det glesbefolkat, med 15 invånare per kvadratkilometer.